# Nacobbus aberrans
Nacobbus aberrans är en rundmaskart. Nacobbus aberrans ingår i släktet Nacobbus och familjen Pratylenchidae. Inga underarter finns listade i Catalogue of Life.